# Herman Lengerken Kløcker
Herman Lengerken (de) Kløcker (18. juni 1706 – 4. december 1765) var en dansk godsejer og viceborgmester i København.
Han var søn af Abraham Kløcker. Efter i 2 år at have uddannet sig til handelen i Tyskland, Holland, England og Frankrig kom han hjem 1728. 1730 tog han borgerskab i København som grosserer; 1734 blev han rådmand, 1740 justitsråd, samme år bankkommissær og kurator ved Waisenhuset, 1741 assessor i Højesteret, 1749 etatsråd, 1750 viceborgmester i København, 1761 direktør ved Fattigvæsenet, 1762 kommitteret i Missionskollegiet. 1741 købte han Gjeddesdal, som han oprettede til et stamhus, der dog afhændedes af hans enke. 1757 blev han og hans broderbørn af den tyske kejser anerkendt som tilhørende den adelige tyske familie Klöcker, som de næppe engang tilhørte på spindesiden, og 1760 blev de naturaliserede som dansk adel. Han døde 4. december 1765.
Han blev 28. maj 1732 gift med Mette Christine Wrisberg (f 10. januar 1757), af hvilket ægteskab en datter blev gift med Henrik Stampe, og 17. marts 1762 med Caroline Hoppe, datter af admiral Frederik Hoppe.